# Norah Lindsay
Pour les articles homonymes, voir Lindsay.
Norah Lindsay (née Bourke) (26 avril 1873-20 juin 1948) est une paysagiste qui a eu une influence majeure sur la conception et la plantation de jardins au Royaume-Uni et en Europe continentale dans l'entre-deux-guerres.

## Biographie
Norah Mary Madeline Bourke est née à Ootacamund, en Inde, d'une famille de la bourgeoisie militaire anglo-irlandaise, et est la nièce du 6e comte de Mayo, le gouverneur général et vice-roi de l'Inde. À l'âge de 22 ans, elle épouse le frère de Violet Lindsay Manners, Sir Harry Lindsay et part vivre à Sutton Courtenay Manor, Oxfordshire, son cadeau de mariage : un assemblage de maisons et chalets charmants et pittoresques, de belles granges et écuries, où elle a développé ses compétences de jardinière-paysagiste. Influencée par Gertrude Jekyll, elle a créé le jardin de la maison, avec une sorte de désordre inspiré qui a influencé son amie de toujours Vita Sackville-West : les effets de surprise dans une structure formelle réalisés à Sissinghurst peuvent être détectés dans le style du jardin de Rosemary Verey. Elle n'avait aucune formation botanique formelle, mais un "sens du jardin" très développé. En 1924, après l'effondrement de son mariage et devant la ruine financière, elle se lance dans une carrière de paysagiste . Lindsay a passé toute sa vie à fréquenter la haute-société, ce qui a conduit à de nombreuses commandes d'une clientèle qui comprenait la royauté, la noblesse anglaise et les expatriés américains. 
Nancy Lancaster, fondatrice de la firme exploitée par Sibyl Colefax et John Fowler, l’employait à Ditchley Park et Kelmarsh Hall, et dans les dizaines d’autres jardins de maisons de campagne sur lesquels elle travaillait, de Port Lympne, Kent, à Chirk Castle en Nord du Pays de Galles. Lindsay a collaboré avec Christopher Hussey dans deux articles de Country Life qui ont illustré Sutton Courtenay dans sa phase finale et mature. 
Nancy Lindsay (1896-1973) était la seule fille de Norah et Harry Lindsay et a été grandement influencée par l'amour de sa mère pour le jardinage. Elle s'est liée à un ami de sa mère, le Maj. Lawrence «Johnny» Johnston, le créateur de Hidcote, en raison de leur intérêt commun pour la collecte de plantes. Après sa mort en 1958, Johnston a légué son jardin à la française Serre de la Madone à Lindsay. Elle a laissé une sélection de ses écrits, peintures et plantes à l'Université d'Oxford. Un petit fonds commémoratif a été créé après sa mort pour permettre aux femmes d'accompagner les expéditions de chasse aux plantes menées par l'Université. De nombreuses plantes portent son nom, dont Dianthus Nancy Lindsay.

## Jardins

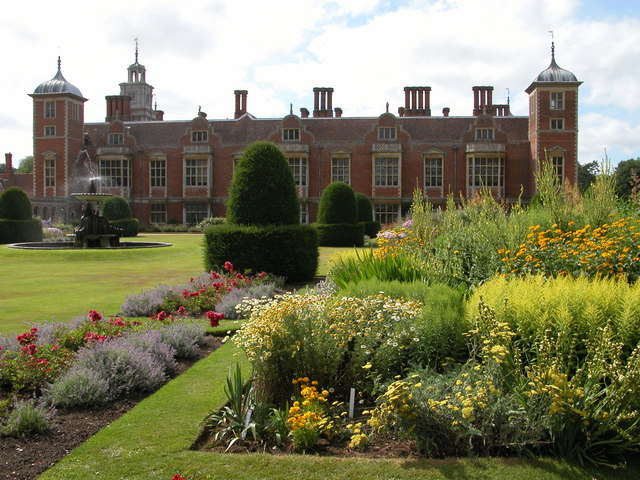
Le parterre de Blickling, refait en 1932 par Norah Lindsay avec des vivaces robustes, pour un entretien rationalisé

Voici un échantillon des jardins influencés par Lindsay
Jardins du National Trust ; 
- Blickling Hall
- Château de Chirk
- Cliveden
- Hidcote Manor
- Abbaye de Mottisfont

Jardins commerciaux et privés au Royaume-Uni; 
- Cliveden Hotel
- Parc Ditchley
- Château de Faringdon
- Fort Belvedere
- Gleneagles Hotel
- Godmersham Park
- Kelmarsh Hall
- Manoir Mells
- Port Lympne
- Maison de Rhodes
- Trent Park

A l'étranger 
- Château de Bled
- Château de Brdo
- Serre de la Madone
- Villa Madama